# Muromskoje (Kaliningrad, Bagrationowsk)
Muromskoje (Муромское, deutsch Tenknitten) war ein Ort in der russischen Oblast Kaliningrad (Gebiet Königsberg (Preußen)). Seine Ortsstelle liegt im Bereich des Munizipalkreises Rajon Bagrationowsk (Stadtkreis Preußisch Eylau).

## Geographische Lage
Die Ortsstelle Muromskojes liegt mitten im Gebiet der russischen Staatsgrenze zur polnischen Woiwodschaft Ermland-Masuren im südlichen Westen der Oblast Kaliningrad. Die einstige und auch heutige Kreismetropole Preußisch Eylau bzw. Bagrationowsk liegt drei Kilometer in nordöstlicher Richtung entfernt.

## Geschichte
Erstmals urkundlich erwähnt wurde das seinerzeitige Thunteniten im Jahre 1402. Der aus mehreren großen und kleinen Höfen bestehende Ort hieß im Lauf seiner Geschichte Thonteniten (nach 1402), Tontnithen (nach 1414), Tonknithen (vor 1437), Tencknitten (nach 1595) und nach 1762 bis 1950 Tenknitten.
Als im Jahre 1874 der Amtsbezirk Henriettenhof im ostpreußischen Kreis Preußisch Eylau gebildet wurde, gehörte Tenknitten zu den ersten Mitgliedskommunen. Im Jahre 1910 zählte die kleine Landgemeinde Tenknitten 60 Einwohner.
Am 30. September 1928 schloss sich Tenknitten mit den Nachbarorten Schewecken (polnisch Żywkowo) und Grünhöfchen (polnisch Grądzik) und Waldhaus Schwadtken (polnisch Świady Iławeckie) zur neuen Landgemeinde innerhalb des Amtsbezirks Henriettenhof zusammen, wobei dieser wenige Wochen später in „Amtsbezirk Althof“ (russisch Orechowo) umbenannt wurde.
Die auf diese Weise veränderten Landgemeinde Tenknitten wurde am 14. Mai 1930 aus dem Amtsbezirk Althof in den Amtsbezirk Gallehnen (polnisch Gałajny) umgegliedert, blieb jedoch dem Kreis Preußisch Eylau zugehörig. Der Amtsbezirk Gallehnen wiederum wurde nur wenige Tage später in „Amtsbezirk Topprienen“ (polnisch Toprzyny) umbenannt.
Die Zahl der Einwohner Tenknittens belief sich im Jahre 1933 auf 211 und im Jahre 1939 auf 213.
Als 1945 in Kriegsfolge Ostpreußen zwischen der Sowjetunion und Polen aufgeteilt wurde, fand die Grenzziehung unmittelbar an der Ortsgrenze Tenknittens statt. Der kleine Ort kam zum sowjetischen nördlichen Teil Ostpreußens. Bis 1950 noch trug er die deutsche Namensform und wurde dann in „Muromskoje“ umbenannt. Nach 1947 gehörte Muromskoje zunächst zum Dorfsowjet Tschapajewo („Tschapajewski selski Sowet/okrug“, –   (Schlauthienen)), danach zum Dorfsowjet Orechowo („Orechowski selski Sowet/okrug“ – Althof). Noch vor 1975 wurde der Ort verlassen – was wohl der Grenzlage geschuldet war – und gilt heute als untergegangen. Seine Ortsstelle liegt heute im Gebiet des Rajon Bagrationowsk (Stadtkreis Preußisch Eylau) in der russischen Oblast Kaliningrad (Gebiet Königsberg (Preußen)).

## Kirche
Bis 1945 war Tenknitten kirchlich zur Kreisstadt Preußisch Eylau hin orientiert: zur dortigen evangelischen Pfarrkirche in der Kirchenprovinz Ostpreußen der Kirche der Altpreußischen Union, und außerdem zur dortigen römisch-katholischen Kirche im damaligen Bistum Ermland.

## Schule
Tenknitten war bereits im 18. Jahrhundert ein Schulort. Das Schuleinzugsgebiet umfasste außer Tenknitten die Nachbardörfer Strobehnen und Storchnest (beide heute russisch Schirokoje) sowie Schewecken (heute polnisch Żywkowo) und Grünhöfchen (polnisch Grądzik).

## Verkehr
Die heute nicht zugängliche Ortsstelle Tenknittens im russischen Grenzgebiet war früher über einen Verbindungsweg mit dem Nachbardorf Storchnest verbunden, der heute an der Regionalstraße 27A-017 (Kaliningrad–Bagrationowsk–Dolgorukowo (Königsberg–Preußisch Eylau–Stablack/Domtau)) liegt.
Bis 1945 war die Stadt Preußisch Eylau die nächste Bahnstation.